# Rallus madagascariensis
Rallus madagascariensis là một loài chim trong họ Rallidae.
Đây là loài đặc hữu Madagascar. Môi trường sống tự nhiên của chúng là rừng ẩm vùng đất thấp nhiệt đới hoặc cận nhiệt đới, vùng núi ẩm nhiệt đới hoặc cận nhiệt đới. Nó bị đe dọa do mất môi trường sống.